# 愛知県立岡崎聾学校
愛知県立岡崎聾学校（あいちけんりつ おかざきろうがっこう）は、愛知県岡崎市西阿知和町にある公立聾学校である。

## 歴史
- 1903年（明治36年）6月11日 - 岡崎町大字康生で一軒の家を借りて開校。初代校長は佐竹政次郎。
- 1947年（昭和22年） - 愛知県に移管。愛知県立岡崎盲唖学校と改称。
- 1948年（昭和23年） - 盲唖分離により、愛知県立岡崎聾学校と改称。
- 1965年（昭和40年） - 伊賀町字西郷中104番地（現在、岡崎市立看護専門学校が建っている場所）から西阿知和町に移転[1][2]。
- 2002年（平成14年） - 韓国 大邱栄話学校（朝鮮語版）と姉妹校締結。

## 設置学部
「幼稚部」「小学部」「中学部」「高等部」の4つの部のほか、0歳から2歳児とその親が通うクラス「あひる組」がある。乳幼児の言語習得の援助のほか、親のケアやコミュニティーづくりなどを支援する。

## 校訓
「ゆたかなことば あかるい心 たくましいからだ」

## アクセス
- 名鉄名古屋本線 東岡崎駅から名鉄バス（奥殿陣屋、足助、東名岩津方面）で「東蔵前」停留所下車、徒歩で約10分。